# لورانس جوزيف رايلي
لورانس جوزيف رايلي (بالإنجليزية: Lawrence Joseph Riley)‏ هو كاهن كاثوليكي أمريكي، ولد في 6 سبتمبر 1914 في بوسطن في الولايات المتحدة، وتوفي في 2 ديسمبر 2001.